# Piala Kunyet
Piala Kunyet is een bestuurslaag in het regentschap Pidie van de provincie Atjeh, Indonesië. Piala Kunyet telt 151 inwoners (volkstelling 2010).